# Nystatin
Nystatin ist ein Polyen-Makrolacton aus Streptomyces noursei, einem Actinobacterium der Gattung der Streptomyceten. Es ist ein Fungizid und wird als Antimykotikum zur Behandlung von Pilzinfektionen (beispielsweise Candida albicans und Aspergillus fumigatus) eingesetzt. Wie Amphotericin B gehört Nystatin zu den Polyen-Antimykotika.

## Geschichte
Nystatin wurde 1948 als erstes Antimykotikum isoliert aus Streptomyces noursei von Elizabeth Lee Hazen und Rachel Fuller Brown am New York State Department of Health. Der Streptomyces-Stamm, aus dem sie Nystatin isolierten, war aus dem Gartenboden von Freunden mit dem Namen Nourse und wurde somit noursei genannt. Hazen und Brown benannten Nystatin 1954 nach dem
New York State Department of Health.

## Wirkung
Nystatin lagert sich an Ergosterol in der Zellmembran von Pilzen an und beeinträchtigt so die Integrität der Zellmembran. Es entstehen Poren in der Zellmembran, durch die Kaliumionen (K+) aus dem Inneren der Zellen austreten können (ionophore Wirkung) und so zum Zelltod des Pilzes führen. Bis jetzt konnte keine Entwicklung von Resistenzen bei Candida-Pilzen gegen Nystatin nachgewiesen werden.

## Anwendung
Nystatin wird im Darm nicht resorbiert und kann deshalb bei oraler Applikation nur lokal im Verdauungstrakt wirken. Mögliche Nebenwirkungen sind Durchfall, Übelkeit und Erbrechen.
Ein Hauptanwendungsgebiet ist die Therapie von Vaginalmykosen.
Nystatin wird häufig prophylaktisch zur Vermeidung systemischer Mykosen bei Patienten mit erhöhtem Risiko für Pilzinfektionen, wie etwa Patienten mit AIDS und einer niedrigen Anzahl an CD4+ T-Helferzellen und Patienten in der Chemotherapie angewendet sowie zur Rezidivprophylaxe bei chronisch rezidivierenden Vaginalmykosen. Weiterhin findet es Anwendung im Bereich der Antibiotikagabe auf neonatologischen Stationen, weil sich durch die Antibiotikatherapie oftmals ein Selektionsvorteil für Pilzerreger ergibt.
In der Human- und Tiermedizin wird Nystatin zur Behandlung von Darmmykosen eingesetzt.

## Handelsnamen
Monopräparate
Adiclair (D), Biofanal (D), Candio-Hermal (D, A), Lederlind (D), Moronal (D), Multilind Suspension (CH), Mycostatin (A, CH), Mykundex (D), Nystaderm, zahlreiche Generika (D, CH)
Kombinationspräparate
Candio-Hermal plus (D), Multilind Heilsalbe (D), Multilind Heilpaste (CH), Mycolog (CH), Mykoderm (D), Mykundex Heilsalbe (D), Nystalocal (CH), Topsym polyvalent (CH)